# ستيف هارغريف
ستيف هارغريف (بالإنجليزية: Steve Hargrave)‏ هو صحفي بريطاني، ولد في فبراير 1978 في دورشيستر (دورست) في المملكة المتحدة.